# Epipactis liestalensis
Epipactis liestalensis är en orkidéart som beskrevs av Aimée Antoinette Camus. Epipactis liestalensis ingår i släktet knipprötter, och familjen orkidéer. Inga underarter finns listade i Catalogue of Life.